# Maxima Grupė
Maxima Grupė UAB er en litauisk dagligvarekoncern, der driver forretning i Litauen, Letland, Estland, Polen og Bulgarien. Maxima har over 1300 butikker, over 40.000 ansatte og hovedkvarter i Vilnius.
Det begyndte med åbningen af tre Maxima butikker i Vilnius i 1992.